# Hugo Rodallega
Hugo Andrés Rodallega Martínez (Candelaria, 25 luglio 1985) è un calciatore colombiano, attaccante del Santa Fe.

## Caratteristiche tecniche
È un centravanti abile tecnicamente, forte fisicamente e nel gioco aereo, che fa della rapidità la sua dote migliore, possiede inoltre delle buone doti acrobatiche, abbinato ad un buon fiuto del gol.

## Carriera

### Club

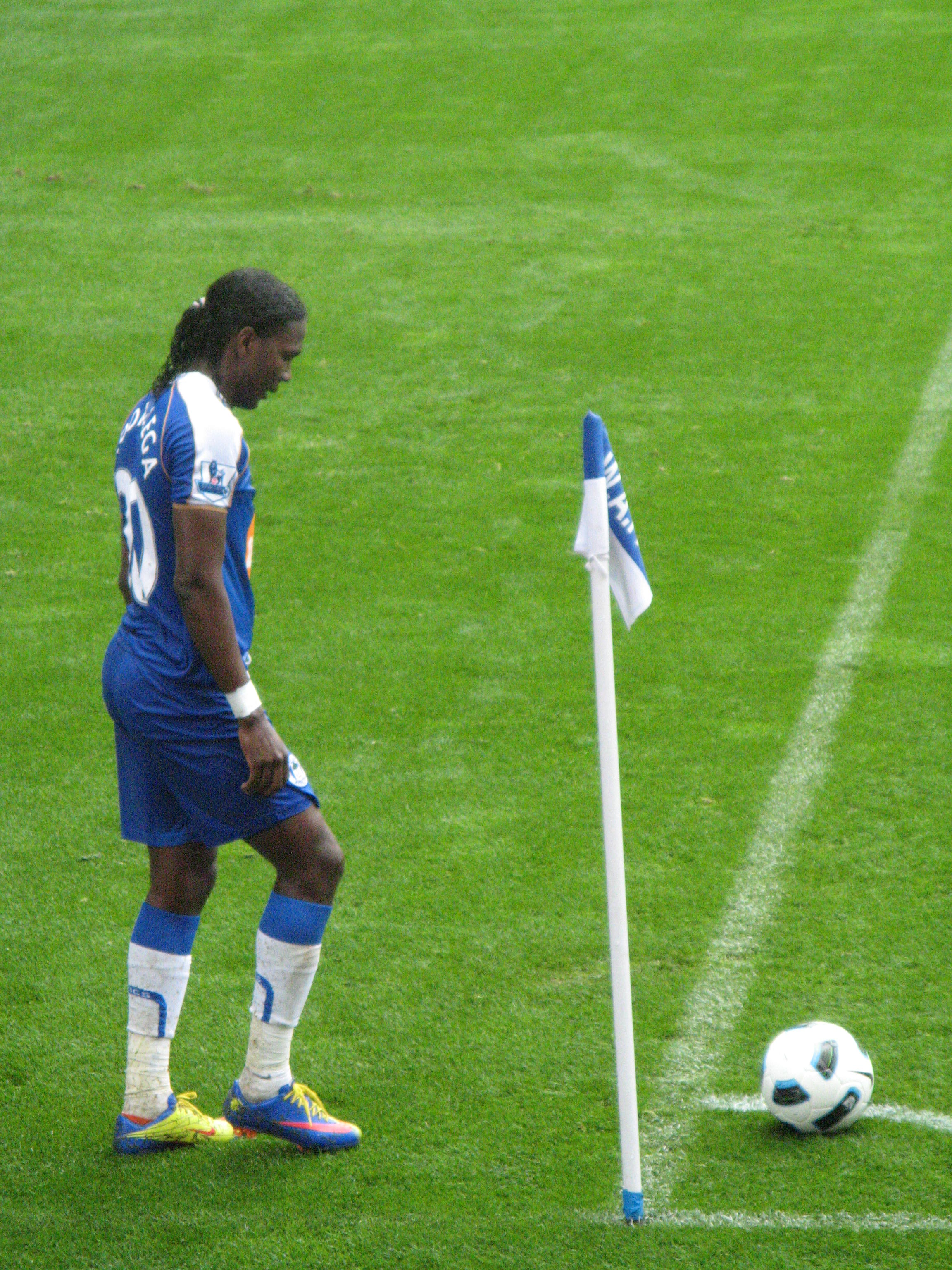
Rodallega con la maglia del nel settembre 2010, mentre si appresta a battere un calcio d'angolo.

Inizia la carriera nel Deportes Quindío, prima di trasferirsi al Deportivo Cali nel 2005. È stato poi acquistato dai messicani del Monterrey, ma ha terminato la stagione senza molta gloria. È stato quindi prestato all'Atlas, prima di venire ingaggiato dal Necaxa.
Il 20 dicembre 2008, il Necaxa ha rivelato di essere in trattativa per cedere il cartellino di Rodallega agli inglesi del Wigan Athletic. Il 6 gennaio, il tecnico dei Latics Steve Bruce ha dichiarato concluso l'acquisto del colombiano e che era soltanto questione di tempo per la concessione del permesso di lavoro.
Ha debuttato con la nuova maglia il 28 gennaio 2009, nella sfida del JJB Stadium tra Wigan Athletic e Liverpool, terminata uno a uno, subentrando a partita in corso.

### Nazionale
Rodallega ha battuto il record di Luciano Galletti come miglior marcatore nelle qualificazioni sudamericane per il campionato mondiale Under-20, quando ha segnato undici reti in nove partite (il precedente record era di nove reti).
Ha debuttato nella Colombia il 9 marzo 2005, in un'amichevole contro gli Stati Uniti. Il 4 giugno 2006 segna la sua prima rete con la maglia della nazionale colombiana, nella vittoria per 2-0 in amichevole contro il Marocco.
Durante la Copa América 2007, ha giocato come portiere a causa dell'espulsione di Róbinson Zapata, poiché la sua squadra non aveva cambi a disposizione. La Colombia è riuscita comunque ad imporsi per uno a zero.
Il 30 aprile 2008, ha siglato una doppietta ai danni del Venezuela, nella vittoria per 5-2.
Ha partecipato alla Copa América 2011.
In sei anni di nazionale, ha raccolto complessivamente 43 presenze segnando 8 reti con i Los Cafeteros.

## Statistiche

### Cronologia presenze e reti in nazionale
| Cronologia completa delle presenze e delle reti in nazionale ― Colombia | Cronologia completa delle presenze e delle reti in nazionale ― Colombia | Cronologia completa delle presenze e delle reti in nazionale ― Colombia | Cronologia completa delle presenze e delle reti in nazionale ― Colombia | Cronologia completa delle presenze e delle reti in nazionale ― Colombia | Cronologia completa delle presenze e delle reti in nazionale ― Colombia | Cronologia completa delle presenze e delle reti in nazionale ― Colombia | Cronologia completa delle presenze e delle reti in nazionale ― Colombia |
| Data                                                                    | Città                                                                   | In casa                                                                 | Risultato                                                               | Ospiti                                                                  | Competizione                                                            | Reti                                                                    | Note                                                                    |
| ----------------------------------------------------------------------- | ----------------------------------------------------------------------- | ----------------------------------------------------------------------- | ----------------------------------------------------------------------- | ----------------------------------------------------------------------- | ----------------------------------------------------------------------- | ----------------------------------------------------------------------- | ----------------------------------------------------------------------- |
| 9-3-2005                                                                | Los Angeles                                                             | Stati Uniti                                                             | 3 – 0                                                                   | Colombia                                                                | Amichevole                                                              | -                                                                       | 60’                                                                     |
| 1-3-2006                                                                | Maracaibo                                                               | Venezuela                                                               | 1 – 1                                                                   | Colombia                                                                | Amichevole                                                              | -                                                                       | 46’                                                                     |
| 24-5-2006                                                               | New Jersey                                                              | Colombia                                                                | 1 – 1                                                                   | Ecuador                                                                 | Amichevole                                                              | -                                                                       | 87’                                                                     |
| 27-5-2006                                                               | Chicago                                                                 | Colombia                                                                | 0 – 0                                                                   | Romania                                                                 | Amichevole                                                              | -                                                                       | 79’                                                                     |
| 2-6-2006                                                                | Mönchengladbach                                                         | Germania                                                                | 3 – 0                                                                   | Colombia                                                                | Amichevole                                                              | -                                                                       | 46’                                                                     |
| 4-6-2006                                                                | Barcellona                                                              | Colombia                                                                | 2 – 0                                                                   | Marocco                                                                 | Amichevole                                                              | 1                                                                       |                                                                         |
| 7-2-2007                                                                | Cúcuta                                                                  | Colombia                                                                | 1 – 3                                                                   | Uruguay                                                                 | Amichevole                                                              | 1                                                                       | 64’                                                                     |
| 25-3-2007                                                               | Miami                                                                   | Svizzera                                                                | 1 – 3                                                                   | Colombia                                                                | Amichevole                                                              | -                                                                       | 54’                                                                     |
| 28-3-2007                                                               | Bogotà                                                                  | Colombia                                                                | 2 – 0                                                                   | Paraguay                                                                | Amichevole                                                              | -                                                                       | 57’                                                                     |
| 9-5-2007                                                                | Panama                                                                  | Panama                                                                  | 0 – 4                                                                   | Colombia                                                                | Amichevole                                                              | 1                                                                       | 11’                                                                     |
| 3-6-2007                                                                | Matsumoto                                                               | Colombia                                                                | 1 – 0                                                                   | Montenegro                                                              | Amichevole                                                              | -                                                                       | 67’                                                                     |
| 5-6-2007                                                                | Saitama                                                                 | Giappone                                                                | 0 – 0                                                                   | Colombia                                                                | Amichevole                                                              | -                                                                       | 62’                                                                     |
| 23-6-2007                                                               | Barranquilla                                                            | Colombia                                                                | 3 – 1                                                                   | Ecuador                                                                 | Amichevole                                                              | 1                                                                       | 72’                                                                     |
| 28-6-2007                                                               | Maracaibo                                                               | Paraguay                                                                | 5 – 0                                                                   | Colombia                                                                | Coppa America 2007 - 1º turno                                           | -                                                                       | 76’                                                                     |
| 2-7-2007                                                                | Maracaibo                                                               | Argentina                                                               | 4 – 2                                                                   | Colombia                                                                | Coppa America 2007 - 1º turno                                           | -                                                                       |                                                                         |
| 5-7-2007                                                                | Barquisimeto                                                            | Stati Uniti                                                             | 0 – 1                                                                   | Colombia                                                                | Coppa America 2007 - 1º turno                                           | -                                                                       |                                                                         |
| 22-8-2007                                                               | Colorado                                                                | Colombia                                                                | 1 – 0                                                                   | Messico                                                                 | Amichevole                                                              | -                                                                       |                                                                         |
| 26-3-2008                                                               | Fort Lauderdale                                                         | Honduras                                                                | 2 – 1                                                                   | Colombia                                                                | Amichevole                                                              | -                                                                       | 58’                                                                     |
| 30-4-2008                                                               | Bucaramanga                                                             | Colombia                                                                | 5 – 2                                                                   | Venezuela                                                               | Amichevole                                                              | 2                                                                       | 87’                                                                     |
| 14-6-2008                                                               | Lima                                                                    | Perù                                                                    | 1 – 1                                                                   | Colombia                                                                | Qual. Mondiali 2010                                                     | 1                                                                       |                                                                         |
| 18-6-2008                                                               | Quito                                                                   | Ecuador                                                                 | 0 – 0                                                                   | Colombia                                                                | Qual. Mondiali 2010                                                     | -                                                                       |                                                                         |
| 20-8-2008                                                               | East Rutherford                                                         | Colombia                                                                | 0 – 1                                                                   | Ecuador                                                                 | Amichevole                                                              | -                                                                       |                                                                         |
| 6-9-2008                                                                | Bogotà                                                                  | Colombia                                                                | 0 – 1                                                                   | Uruguay                                                                 | Qual. Mondiali 2010                                                     | -                                                                       |                                                                         |
| 10-9-2008                                                               | Santiago del Cile                                                       | Cile                                                                    | 4 – 0                                                                   | Colombia                                                                | Qual. Mondiali 2010                                                     | -                                                                       | 75’                                                                     |
| 11-2-2009                                                               | Pereira                                                                 | Colombia                                                                | 2 – 0                                                                   | Haiti                                                                   | Amichevole                                                              | -                                                                       | 63’                                                                     |
| 28-3-2009                                                               | Bogotà                                                                  | Colombia                                                                | 2 – 0                                                                   | Bolivia                                                                 | Qual. Mondiali 2010                                                     | -                                                                       | 79’                                                                     |
| 31-3-2009                                                               | Puerto Ordaz                                                            | Venezuela                                                               | 2 – 0                                                                   | Colombia                                                                | Qual. Mondiali 2010                                                     | -                                                                       | 74’                                                                     |
| 6-6-2009                                                                | Buenos Aires                                                            | Argentina                                                               | 1 – 0                                                                   | Colombia                                                                | Qual. Mondiali 2010                                                     | -                                                                       | 72’                                                                     |
| 10-6-2009                                                               | Medellín                                                                | Colombia                                                                | 1 – 0                                                                   | Perù                                                                    | Qual. Mondiali 2010                                                     | -                                                                       | 46’ 60’                                                                 |
| 10-10-2009                                                              | Medellín                                                                | Colombia                                                                | 2 – 4                                                                   | Cile                                                                    | Qual. Mondiali 2010                                                     | -                                                                       | 62’                                                                     |
| 14-10-2009                                                              | Asunción                                                                | Paraguay                                                                | 0 – 2                                                                   | Colombia                                                                | Qual. Mondiali 2010                                                     | 1                                                                       | 54’                                                                     |
| 27-5-2010                                                               | Giacarta                                                                | Sudafrica                                                               | 2 – 1                                                                   | Colombia                                                                | Amichevole                                                              | -                                                                       | 81’                                                                     |
| 30-5-2010                                                               | Milton Keynes                                                           | Nigeria                                                                 | 1 – 1                                                                   | Colombia                                                                | Amichevole                                                              | -                                                                       | 59’                                                                     |
| 3-9-2010                                                                | Puerto La Cruz                                                          | Venezuela                                                               | 0 – 2                                                                   | Colombia                                                                | Amichevole                                                              | -                                                                       | 78’                                                                     |
| 7-9-2010                                                                | Monterrey                                                               | Messico                                                                 | 1 – 0                                                                   | Colombia                                                                | Amichevole                                                              | -                                                                       | 58’                                                                     |
| 9-2-2011                                                                | Madrid                                                                  | Spagna                                                                  | 1 – 0                                                                   | Colombia                                                                | Amichevole                                                              | -                                                                       | 62’ 89’                                                                 |
| 26-3-2011                                                               | Madrid                                                                  | Ecuador                                                                 | 0 – 2                                                                   | Colombia                                                                | Amichevole                                                              | -                                                                       | 86’                                                                     |
| 29-3-2011                                                               | L'Aia                                                                   | Cile                                                                    | 2 – 0                                                                   | Colombia                                                                | Amichevole                                                              | -                                                                       |                                                                         |
| 2-7-2011                                                                | San Salvador de Jujuy                                                   | Colombia                                                                | 1 – 0                                                                   | Costa Rica                                                              | Coppa America 2011 - 1º turno                                           | -                                                                       | 33’                                                                     |
| 10-7-2011                                                               | Santa Fe                                                                | Colombia                                                                | 2 – 0                                                                   | Bolivia                                                                 | Coppa America 2011 - 1º turno                                           | -                                                                       | 46’                                                                     |
| 16-7-2011                                                               | Córdoba                                                                 | Colombia                                                                | 0 – 2 dts                                                               | Perù                                                                    | Coppa America 2011 - Quarti di finale                                   | -                                                                       | 73’                                                                     |
| 3-9-2011                                                                | Harrison                                                                | Honduras                                                                | 0 – 2                                                                   | Colombia                                                                | Amichevole                                                              | -                                                                       | 67’                                                                     |
| 6-9-2011                                                                | Fort Lauderdale                                                         | Giamaica                                                                | 0 – 2                                                                   | Colombia                                                                | Amichevole                                                              | -                                                                       | 67’                                                                     |
| Totale                                                                  |                                                                         | Presenze                                                                | 43                                                                      |                                                                         | Reti                                                                    | 8                                                                       |                                                                         |

## Palmarès

### Club

#### Competizioni nazionali
- Campionato colombiano: 2

Deportivo Cali: 2005
Santa Fe: 2025-I

### Nazionale
- Campionato sudamericano di calcio Under-20: 1

2005

### Individuale
- Capocannoniere della Copa do Nordeste: 1

2022 (8 reti)
- Capocannoniere del campionato colombiano: 1

2024-I (12 reti)